# Колизия в правото
 Тази статия е за колизията в правото.  За колизията в литературата вижте колизия.  
Колизията в правото (лат. collisio – стълкновение, сблъсък) е противоречие между правни норми, регулиращи едни и същи обществени отношения или компетенции на органи на власт (виж и Буквата на закона спрямо духа на закона).
В международното частно право колизията се разбира като противоречие между гражданскоправни норми на различните държави.
В общата теория на правото колизията се разбира в по-широк смисъл. Колизия в правото е налице, ако имаме проявление на двата ѝ външни признака: автономия (между правните източници) и противоречие между тях или техни правни норми.

## Разрешаване на случаите на колизия
Всички нормативни актове, съответно и техните правни норми, трябва да съответствуват на Конституцията и на другите нормативни актове от по-висока степен. Ако нормативен акт или негови правни норми противоречат на регламент на Европейския съюз, прилага се регламентът. Ако постановление, правилник, наредба или инструкция (правни актове на изпълнителната власт) или техни правни норми противоречат на нормативен акт от по-висока степен или негови правни норми, правораздавателните органи прилагат по-високия по степен акт или неговите правни норми.